# Herbert Springl
Herbert Springl (* 1. Mai 1924; † 7. März 1970) war ein deutscher Rechtsanwalt und Kommunalpolitiker der SPD.

## Werdegang
Springl war als Rechtsanwalt tätig und gehörte in den Jahren 1956 bis 1961 der SPD an. Für die Partei zog er zunächst in den Stadtrat der oberbayerischen Stadt Rosenheim ein. Nach dem Tod von Oberbürgermeister Josef Sebald (SPD) wurde er am 6. November 1960 mit 62,3 % der Stimmen zu dessen Nachfolger gewählt.
Nachdem die Staatsanwaltschaft in seinem Amtszimmer einen Koffer mit pornografischen Bildern sichergestellt hatte, die unter den damaligen Strafgesetzparagraphen 184 (Verbreitung pornographischer Schriften) fielen, wurde er am 12. März 1961 vom Dienst suspendiert und trat am 19. März 1961 zurück. Kurz danach trat er auch aus der SPD aus.